# Centre du Temps choisi
Le centre du Temps Choisi est une salle de spectacle située dans la section de Gilly, Charleroi (Belgique). Elle a été conçu en 1964 par le bureau d'architectes De Brigode, Baleriaux & Associés pour l'ancienne commune de Gilly.
Le centre est géré par le centre culturel Eden de Charleroi.

## Histoire
Le centre du Temps Choisi est construit autour de la place Jules Destrée, ainsi que l'hôtel de ville de Gilly par les architectes Gérard De Brigode et André Balériaux. La salle de spectacle sera la première des deux œuvres à voir le jour.. La salle sera inaugurée en 1986.
Selon la vision de la ville de Charleroi, l'équipe Charleroi Bouwmeester crée une esquisse pour renouveler l'image du centre. Par la suite, en 2018, le Conseil Communal de Charleroi a approuvé un budget de 862.762 € pour réaliser des travaux de rénovation.
Afin de redynamiser le centre de Gilly, à partir de 2020, la salle de spectacle est gérée par Eden de Charleroi.

## Architecture

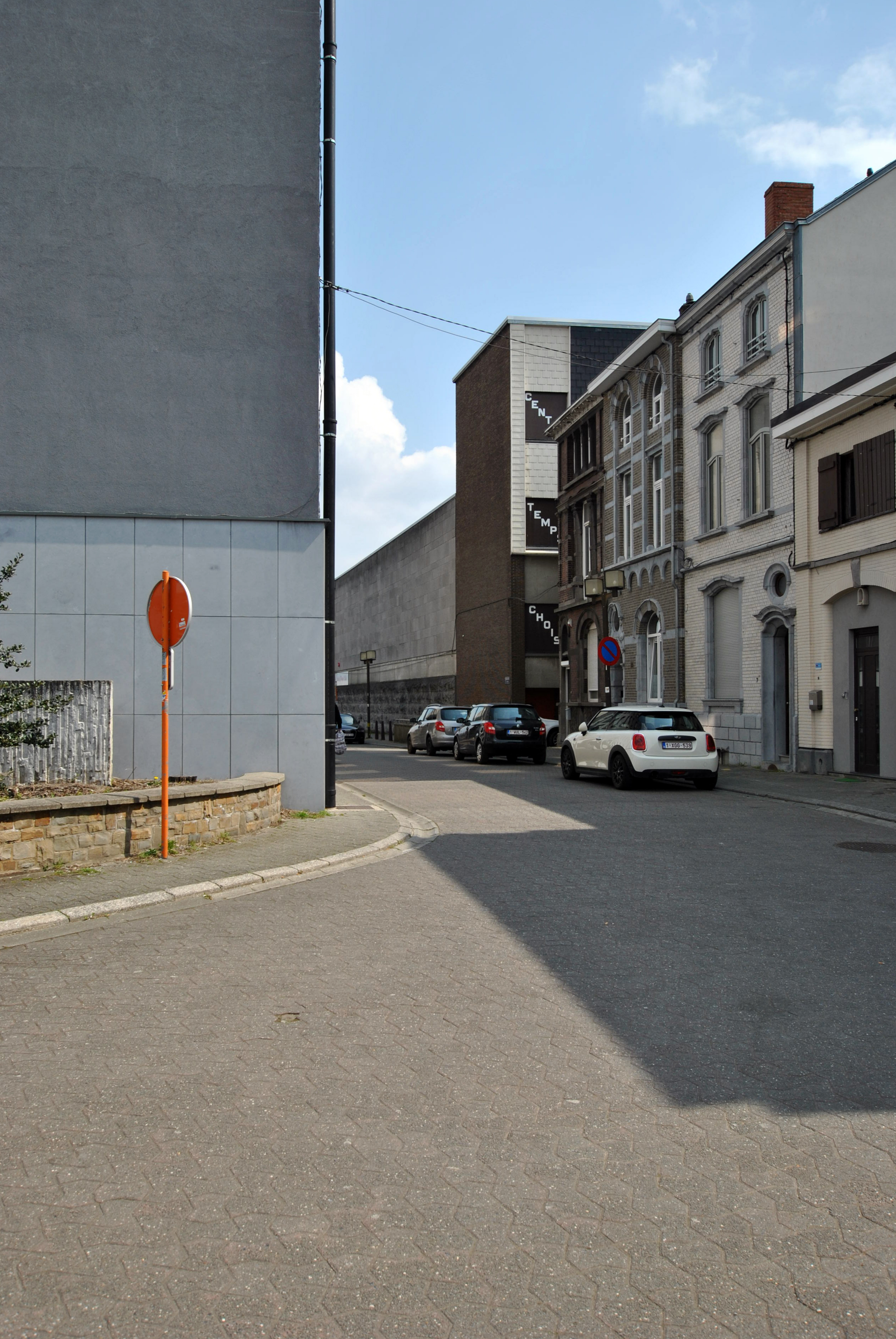
Vue depuis la place arrière.

Le Centre du Temps Choisi se dispose le long de la chaussée de Lodelinsart avec une façade massive utilisant les mêmes matériaux que l'hôtel de Ville de Gilly. La composition du volume est simple, en pierre blanche et en pierre brute bleue pour le soubassement pour définir de façon similaire les côtés de la Place Destrée. Cette opération architecturale donne à ce bâtiment d'angle un aspect monumental et en même temps sert d'arrière-plan à la façade de l'hôtel de ville. L'entrée se fait le long de la chaussée et un hall d'entrée avec guichet permet l'accès aux différents espaces. Le centre dispose d'une grande salle principale au premier étage et d'une salle secondaire plus petite au sous-sol. La salle principale possède un faux-plafond acoustique très élaboré contenant les éléments techniques. Les matériaux et les couleurs utilisés pour le revêtement de sol et les garde-corps permettent de guider l'attention du spectateur vers la scène. En outre, cette idée de continuité de la perspective est combinée avec les fauteuils, qui, avec la présence du faux-plafond, créent une atmosphère harmonieuse .